# 789

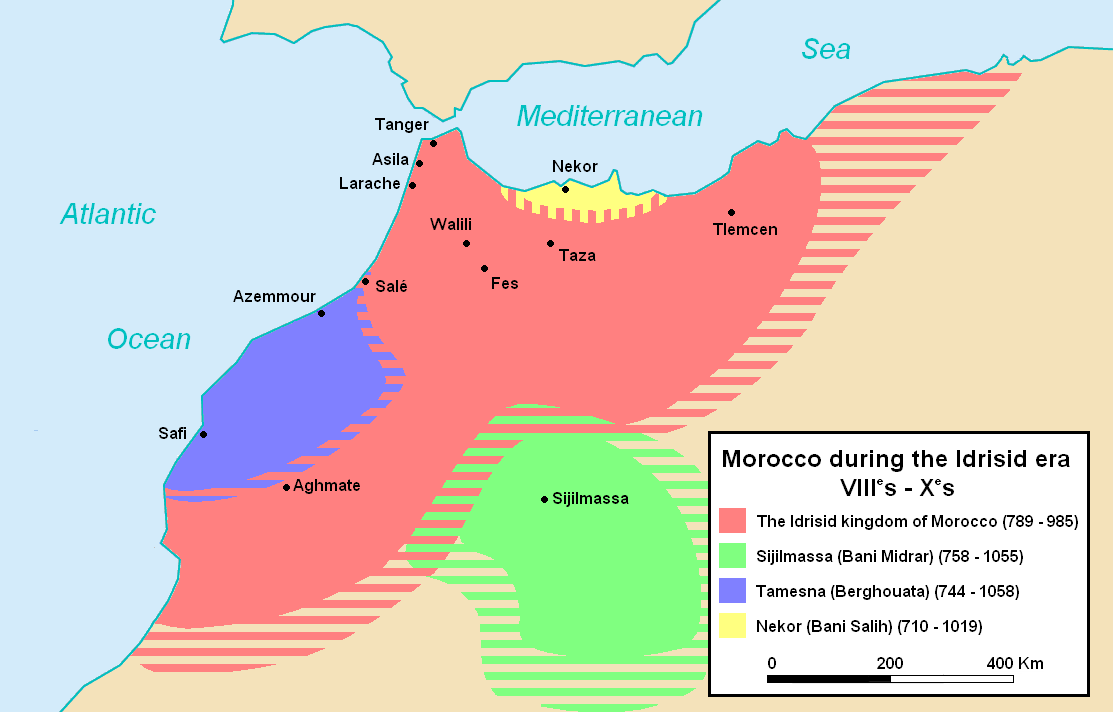
Kaart van Marokko onder de Idrisiden

Het jaar 789 is het 89e jaar in de 8e eeuw volgens de christelijke jaartelling.

## Gebeurtenissen

### Brittannië
- De Vikingen plunderen tijdens het bewind van koning Beorhtric voor het eerst langs de Engelse kust een handelsnederzetting in Dorset bij Isle of Portland. (Volgens de Angelsaksische kroniek)
- Koning Egbert van Wessex wordt door zijn rivalen Offa van Mercia en Beorhtric verbannen naar het vasteland van Europa. Hij zoekt bescherming aan het Frankische hof.

### Europa
- Koning Karel de Grote steekt met een Frankisch expeditieleger (bestaande uit Friezen, Saksen en Abodriten) de rivier de Elbe over. Hij dringt door tot in de richting van de Oostzee (huidige Mecklenburg).
- Karel de Grote vertrouwt het Frankisch bestuur van de grensgebieden met Bretagne aan zijn oudste zoon Karel toe, nu de oorlog tegen de Bretons (Keltische stam) op vrijwel niets is uitgelopen.

### Arabische Rijk
- Marokko maakt zichzelf onafhankelijk van het kalifaat van de Abbasiden. Hiermee begint de dynastie van de Idrisiden in de westelijke Maghreb (Noord-Afrika). De stad Fez wordt gesticht.

### Azië
- Keizer Kammu lijdt een zware nederlaag tegen de opstandige Emishi. In Japan breekt een hongersnood uit, in de hoofdstad Nagaoka-kyō sterven duizenden inwoners door ondervoeding.

## Religie
- Bisschop Willehad geeft opdracht tot de bouw van de Dom van Bremen. Hij laat een houten kathedraal bouwen, die later door Ansgarius wordt geprezen voor haar schoonheid.

## Geboren
- Ziryâb, Arabisch poëet en wetenschapper (waarschijnlijke datum)

## Overleden
- 8 november - Willehad, Angelsaksisch missionaris